# Hazleton (Iowa)
Pour les articles homonymes, voir Hazleton.
Hazleton est une ville du comté de Buchanan, en Iowa, aux États-Unis. 
La ville se développe en 1853, quand E.W. Tenney y ouvre un magasin. Un bureau de poste est rapidement créé, peu après, appelé Hazelton. Lorsque la ligne de chemin de fer est construite, elle est distante d'un mile : la ville est alors déplacée à proximité de la voie ferrée. L'actuel Hazleton est fondé en 1873 et incorporée en 1883.

## Source de la traduction
- (en) Cet article est partiellement ou en totalité issu de l’article de Wikipédia en anglais intitulé « Hazleton, Iowa » (voir la liste des auteurs).